# Octave Dayen
Octave Dayen (6 de junho de 1906 — 14 de setembro de 1987) foi um ciclista francês que competiu em quatro provas de ciclismo de pista nos Jogos Olímpicos de Verão de 1928, com o melhor resultado na corrida de 1 km contrarrelógio e na perseguição por equipes de 4 km ao terminar em quarto lugar.